# Creatures
Creatures (ang. skrót od: Clyde Radcliff Exterminates All the Unfriendly Repulsive Earth-ridden Slime) – komputerowa gra platformowa typu side-scrolling z elementami gry logicznej stworzona przez Apex Computer Productions, brytyjską wytwórnię założoną przez braci Rowlands. Gra została wydana w grudniu 1990 przez Thalamus Ltd na Commodore 64, wydano ją także na platformy Atari ST i Amiga. W Creatures zadaniem gracza jest uwolnienie porwanych współbratymców z rąk złych demonów. Gra została dobrze przyjęta przez prasę fachową i uzyskała kilka wyróżnień. Miała kontynuację w postaci Creatures II: Torture Trouble, wydanej w 1992 na Commodore 64.

## Fabuła
W dalekich regionach kosmosu (odległa prawa strona Drogi Mlecznej) leży mała, niewyróżniająca się planeta zwana „Blot” (ang. plama, kleks). Pomimo tego, że miejsce to jest bardzo ładne, zostało w całości opuszczone przez jego mieszkańców. Zostali oni zmuszeni do ucieczki przed straszliwym dla nich losem bycia nazwanym w sposób bardzo nieciekawy – Blotanami. Tak szybko, jak tylko mogli, wybudowali statek kolonizacyjny i wyruszyli w kosmos w poszukiwaniu planety o bardziej modnie brzmiącej nazwie. Postanowili, że dopóki nie znajdą takiego miejsca, będą się nazywać Fuzzy Wuzzies.
Niestety, kolizja z asteroidą doprowadziła do awaryjnego lądowania na planecie Ziemia na Pacyfiku w pobliżu niezbadanej wyspy. Jak tylko Fuzzy Wuzzies dopłynęli do wyspy, szybko rozpoczęli budowę wioski, a całą wyspę nazwali Najbardziej Hip Miejscem w Znanym Uniwersum (ang. The Hippiest Place in the Known Universe).
Nie wiedzieli jednak, iż drugą stroną wyspy zamieszkiwały negatywnie usposobione demony. Demony te były wściekłe na hałasy wywoływane przez wesołe Fuzzy Wuzzies, a także na nową, komiczną ich zdaniem, nazwę wyspy. Demony wymyśliły więc przebiegły plan, by położyć kres dobrych czasów dla intruzów. Zaprosiły Fuzzy Wuzzies na największe przyjęcie, jakie kiedykolwiek zostało urządzone na wyspie. Fuzzy Wuzzies nie mogły przegapić takiej okazji – wszystkie wyszczotkowały swoje futerka i przybyły na miejsce. Jednakże, jak tylko zaczęły się dobrze bawić, demony złapały je wszystkie w sieci i umieściły w salach tortur.
Jedynym, który nie został złapany, był Clyde Radcliff, który w tym czasie wymiotował w pobliskich zaroślach w wyniku nadmiernego spożycia alkoholu. Następnego dnia Clyde obudził się z bardzo mocnym bólem głowy i nieświeżym oddechem. Niemniej jednak postanowił zniszczyć demony i uratować swoich współbratymców.
Próba uwolnienia pozostałych Fuzzy Wuzzies jest treścią rozgrywki prowadzonej przez gracza.

## Rozgrywka
W Creatures gracz steruje tytułowym Clydem Radcliffem za pomocą dżojstika lub klawiatury. Celem gry jest przejście na drugą stronę planszy przed upływem ustalonego czasu: 600 sekund. W trakcie rozgrywki gracz zbiera punkty, składniki mikstur magicznych (Magic Potion Creatures), a także dodatkowe życia. Gracz ma na początku trzy życia, które może stracić w wyniku kontaktu z przeciwnikami, pociskami bądź wodą. Gra składa się z trzech poziomów, podzielonych każdorazowo na trzy części. Każdy poziom składa się z dwóch części platformowych typu side-scrolling oraz z jednej części logiczno-zręcznościowej, która odbywa się w sali tortur i toczy się na jednym ekranie. Pomiędzy poszczególnymi częściami gracz może skorzystać ze sklepu u czarownicy, zamieniając zebrane po drodze składniki mikstur magicznych na nowe rodzaje broni, ich ulepszenia lub wskazówki ułatwiające rozwiązanie łamigłówek w częściach logicznych.
W trakcie rozgrywki gracz wykorzystuje broń, którą posiada na początku rozgrywki, zakupiony oręż u czarownicy, a także swój „nieświeży oddech”. W trakcie gry, oprócz pieszej wędrówki i skoków, Clyde porusza się po powierzchni wody przy użyciu lilii wodnych, nurkuje w wodzie, a także lata na miotle. Każda część platformowa kończy się walką z bossem w postaci demona.
W części logicznej należy rozwiązać łamigłówkę, która pozwoli na uratowanie przedstawiciela Fuzzy Wuzzies przed brutalną i krwawą śmiercią w sali tortur. Na znalezienie sposobu uwolnienia przedstawiciela Fuzzy Wuzzies gracz ma ograniczoną ilość czasu. Należy wykorzystać dostępne przedmioty i przeciwników. W przypadku porażki gracz traci życie i ma możliwość obserwacji brutalnej i krwawej śmierci zadawanej przez przeciwników oraz przy pomocy maszyn wytwórni ACME.
Wszystkie trzy poziomy rozgrywają się na wyspie położonej na Pacyfiku. Gra kończy się sekcją końcową, w której Clyde urządza przyjęcie dla wszystkich uratowanych i znajduje miłość swojego życia. Po zakończeniu rozgrywki gracz może wpisać się na listę zwycięzców uszeregowaną według liczby zdobytych punktów. 
W grze zaimplementowano cheat dający nieograniczoną liczbę żyć, który można uruchomić odpowiednią kombinacją klawiszy w odpowiednim czasie, i o którym wspomina się w sekcji końcowej.

## Produkcja gry i porty
Creatures zapowiedziano w czerwcu 1990 na łamach magazynu Zzap!64, rozpoczynając tym samym serię artykułów pt. The Diary of a Game – Creature Feature, dokumentujących postępy w pracy nad grą braci Johna i Steve’a Rowlands. W artykułach tych przedstawiono na bieżąco proces produkcji gry komputerowej w okresie od stycznia do 8 października 1990 w siedmiu kolejnych numerach pisma do wydania z grudnia 1990.
W materiale tym przedstawiono m.in., iż w trakcie powstawania Creatures stworzono specjalny edytor map na potrzeby planowania kolejnych poziomów, w ramach Zzap!64 Megatape wydano demo gry, składające się z pierwszego poziomu: Lilly Lakes, ścieżka dźwiękowa inspirowana była albumem Waiting for Cousteau Jeana Michela Jarre’a, efekty dźwiękowe w grze wykorzystują niespotykane wyciszenia, a do tworzenia grafiki użyto specjalnej techniki pozwalającej uzyskać 64 kolory przy 16 standardowo dostępnych na platformie Commodore 64.
Creatures wydano ostatecznie w grudniu 1990. Poza Commodore 64 grę wydano także na platformy Atari ST (port: WJS Design) w 1992 i Amiga (port: WJS Design, podtytuł: to the Rescue) w marcu 1993. Planowana była również wersja na ZX Spectrum, jednak nigdy nie doszło do jej realizacji.
Gra była sprzedawana wraz z pluszową maskotką Fuzzy Wuzzie. W instrukcji do gry znajdowały się humorystyczne wskazówki, jak należy się nią opiekować (sekcje: adopcja, seks, karmienie, uprawianie ćwiczeń, szczotkowanie, trening, kiełbasa).

## Odbiór gry
Gra Creatures została bardzo dobrze przyjęta przez ówczesne czasopisma opiniotwórcze zajmujące się tematyką gier komputerowych, zwłaszcza w pierwotnej wersji na Commodore 64. Bardzo pozytywnie przyjęty został aspekt wizualny rozgrywki. Chwalono komiksową, pełną kolorów grafikę, dużą liczbę klatek animacji postaci. Grafikę Creatures uznaje się za jedną z najlepiej narysowanych w historii Commodore 64. Grę uznano za bardzo wciągającą i pełną poczucia humoru. Uwagę zwracały też efekty dźwiękowe na wysokim poziomie oraz przede wszystkim innowacyjna rozgrywka w salach tortur. Grę uznano też za dosyć trudną do ukończenia.
Stuart Wayne z magazynu Zzap!64 stwierdził, że gra była najlepszą oryginalną grą na Commodore 64 od czasu wydania Turricana, a trzy poziomy ze scenami tortur są najlepszymi minigrami w historii. Potwierdza to Rob Swan z Computer + Video Games, który uznał, że Creatures posiada zarówno wysoką grywalność, jak i odpowiednie walory graficzne, przez co jest grą uzależniającą. Z kolei zdaniem Alana Bunkera z Amiga Action gra nie jest najbardziej innowacyjną grą platformową, ale poziom grywalności jest na bardzo wysokim poziomie. Potwierdza to Winifried Forster z Power Play, który stwierdził, że w wersji na Amigę przed frustracją spowodowaną trudnościami ze sterowaniem chronią: genialna grafika, pełna fantazji kreacja świata, a także poczucie humoru.
Gra w wersji na Commodore 64 uzyskała bardzo wysokie oceny. Magazyn Zzap!64 przyznał jej ocenę 96%, Commodore Format – 94%, Commodore Force – 92%, a Your Commodore – 91%. Znacznie gorsze oceny gra uzyskała w wersji na Amigę. Najniższą ocenę przyznał magazyn Amiga Power – 20%. Uzasadnione to było nieprzyjaznym sterowaniem, a także krótkim czasem rozgrywki.
Gra w wersji na Commodore 64 została wyróżniona przez czasopismo Zzap!64 nagrodą Zzap Gold Medal Award, a także odznaczeniami: YC Fun One przyznanym przez magazyn Your Commodore i CVG Hit przyznanym przez Computer + Video Games. Commodore Format zaliczył grę do 10 najlepszych w historii platformy.
Część logiczna gry z krwawymi scenami tortur, z elementami poczucia humoru została tak dobrze przyjęta, że stała się podstawą do stworzenia sequela w postaci gry Creatures II: Torture Trouble wydanej w 1992 na Commodore 64. Gra ta zawiera same poziomy w salach tortur.
Creatures również współcześnie jest doceniane. Na liście 100 najlepszych gier komputerowych na Commmodore 64 w historii stworzonej dzięki głosom użytkowników serwisu Lemon 64 gra zajmuje 48. pozycję (sierpień 2013) z oceną 8.46 na 10.